# Aweil
Aweil (en àrab أويل) és una ciutat del Sudan del Sud, al comtat d'Aweil Central, a l'estat de Bahr al-Ghazal del Nord, prop del límit amb la regió en disputa d'Abyei, a 800 km de la ciutat de Juba.
Aweil és capital de l'Estat i capital del comtat; té una infraestructura més o menys desenvolupada que inclou una estació ferroviària, un hotel, un aeroport, un hospital i un estadi de futbol. Hi té seu la Missió de les Nacions Unides al Sudan i diverses organitzacions no governamentals. La ciutat es troba propera a la confluència dels rius Lol i Pongo. La població és fluctuant, ja que a l'època seca una part dels habitants se'n va a les plenes a cultivar els horts i criar el bestiar; a les pluges retornen a la ciutat. Metges Sense Fronteres estimava la població el 2008 en 100.000 persones. La línia ferroviària que porta a Wau, va estar fora d'ús durant la guerra però fou restaurada el 2010; una ruta sense pavimentar uneix la ciutat amb la carretera que porta de Juba a Khartum. Hi resideix el governador de l'estat de Bahr al-Ghazal Septentrional, que és el major general Paul Malong Awan, i també el comissionat del comtat que és Deng Dhieu Nyiwel.

## Punts d'interès
- Seus del govern de l'estat, del comtat i la ciutat
- South Sudan Hotel
- Estació ferroviària d'Aweil
- Aeroport d'Aweil
- Aweil Civil Hospital (un dels tres del Sudan del Sud)
- Església Catòlica de Sant Jordi
- Camp de Futbol d'Aweil
- Universitat de Bahr El-Ghazal Septentrional (2011)
- Escola secundària de nenes de Saint Mary, administrada pel bisbat episcopalià d'Aweil.[2]